# Cavedweller
Cavedweller è un film drammatico del 2004 diretto da Lisa Cholodenko.